# لوکساهوما (میسیسیپی)
لوکساهوما (به انگلیسی: Looxahoma) یک منطقهٔ مسکونی در ایالات متحده آمریکا است که در شهرستان تیت، میسیسیپی واقع شده‌است. لوکساهوما ۱۱۶٫۱۳ متر بالاتر از سطح دریا واقع شده‌است.